# Elvis Sings the Wonderful World of Christmas
Albums de Elvis Presley
I Got Lucky
(1971) Elvis Now
(1972)
Elvis Sings the Wonderful World of Christmas est un album d'Elvis Presley sorti en octobre 1971. Il s'agit de son deuxième album de chants de Noël, après Elvis' Christmas Album (1957).

## Titres

### Face 1
1. O Come, All Ye Faithful (trad.) – 2:49
2. The First Noel (trad.) – 2:11
3. On a Snowy Christmas Night (Stanley Gelber) – 2:50
4. Winter Wonderland (Felix Bernard, Richard B. Smith) – 2:20
5. The Wonderful World of Christmas (Charles Tobias, Al Frisch) – 1:59
6. It Won't Seem Like Christmas (Without You) (Balthazar, J. A. Balthrop) – 2:43

### Face 2
1. I'll Be Home on Christmas Day (Michael Jarrett) – 3:50
2. If I Get Home on Christmas Day (Tony Macaulay) – 2:54
3. Holly Leaves and Christmas Trees (Glenn Spreen, Red West) – 2:14
4. Merry Christmas Baby (Lou Baxter, Johnny Moore) – 7:20
5. Silver Bells (Jay Livingston, Ray Evans) – 2:03